# 曼凱托鎮區 (明尼蘇達州布盧厄斯縣)
曼凱托鎮區（英語：Mankato Township）是位於美國明尼蘇達州布盧厄斯縣的一個行政鎮區。

## 地方資料
曼凱托鎮區的面積為68.80平方千米，當中陸地面積為67.10平方千米，而水域面積為1.70平方千米。根據2020年美國人口普查的數據，當地共有人口1806人，而人口密度為每平方千米26.25人。